# Обєдінський Олександр Петрович
Олександр Петрович Обєдінський (нар. 15 квітня 1955 року) — радянський та український ватерполіст, головний тренер ватерпольного клубу «Іллічівець». Тренер національної збірної України (з 2000 до 2005 року). Заслужений тренер України.

## Біографія
Спортивну кар'єру Олександр Обедінський розпочинав у новосибірському клубі «Динамо». З 1974 по 1984 роки — капітан клубу «Азов» (надалі «Іллічівець», з 2013 року «Маріуполь»).
З 1984 року — на тренерській роботі, з грудня 1995 року — головний тренер «Іллічівця».
З 1996 по 2000 роки тренував юнацьку, а з 2000 по 2005 — національну збірну України.

## Сім'я
- Син — капітан ватерпольної збірної України Євген Обєдінський (1983—2022).